# Choreutis limonias
Choreutis limonias là một loài bướm đêm thuộc họ Choreutidae. Nó được tìm thấy ở Úc.